# Volo Volga-Dnepr Airlines 4066
Il 13 novembre 2020, il volo Volga-Dnepr Airlines 4066, un volo charter cargo, subì una grave avaria a un motore durante il decollo dall'aeroporto di Novosibirsk-Tolmačëvo, Novosibirsk, Russia, mentre era diretto all'aeroporto di Vienna-Schwechat, Vienna, Austria. L'aereo, già danneggiato a causa del guasto occorso, subì inoltre un'uscita di pista durante l'atterraggio di emergenza all'aeroporto di Tolmachevo.

## L'aereo
Il velivolo coinvolto era un Antonov An-124-100, marche RA-82042, numero di serie 9773054055093. Volò per la prima volta nel 1991 e venne consegnato a Volga-Dnepr Airlines lo stesso anno. Era equipaggiato con 4 motori turboventola Lotarev D-18.

## L'incidente
Il volo prevedeva due tappe: nella prima l'aereo sarebbe partito dall'aeroporto internazionale di Seul-Incheon, in Corea del Sud, con l'arrivo presso l'aeroporto di Novosibirsk-Tolmačëvo, in Russia; dopo questo scalo, il velivolo sarebbe dovuto ripartire per la destinazione finale all'aeroporto di Vienna-Schwechat, in Austria. La prima tratta avvenne senza problemi e l'aereo atterrò come previsto a Novosibirsk il 12 novembre alle 17:39 ora locale. Il giorno dopo il velivolo venne predisposto per riprendere la tratta verso Vienna e decollò alle 12:09 ora locale (5:09 UTC); poco dopo, il motore numero 2 subì un guasto che provocò la rottura e il cedimento di diversi componenti. Alcuni detriti si staccarono e perforarono la fusoliera e le ali dell'aereo, danneggiando il sistema di alimentazione elettrica e rendendo inoperativo l'ADS-B. Anche il sistema frenante dell'aereo subì diversi danni, così come i motori numero 3 e 4. Risultò impossibile per i piloti comunicare con il controllo del traffico aereo.
L'equipaggio, valutata l'avaria occorsa in volo, prese la decisione di tornare all'aeroporto di Tolmachevo per effettuare un atterraggio di emergenza, ma uscì dalla pista continuando la sua corsa per altri 300 metri, con il carrello anteriore che collassò per le eccessive sollecitazioni; uno dei due gruppi di ruote anteriori non si era esteso prima dell'atterraggio. I freni, gli spoiler e gli inversori di spinta dell'aereo risultarono non funzionanti. Tutte le quattordici persone a bordo dell'aereo sopravvissero incolumi. A causa dei danni subiti dall'aereo, non fu possibile spegnere il motore numero 1 per almeno tre ore dopo l'incidente.

## Le indagini
L'Interstate Aviation Committee (russo: Межгосударственный авиационный комитет (МАК), responsabile delle indagini sugli incidenti dell'aviazione civile in Russia, si occupò del caso. Il 18 febbraio 2021, il Dipartimento Investigativo della Siberia Occidentale riferì di aver individuato nel guasto del disco della ventola del motore numero 2 la causa principale dell'incidente.

## Conseguenze
Il 25 novembre, Volga-Dnepr Airlines mise volontariamente a terra la sua flotta di An-124 Ruslan. La decisione fu presa dopo la scoperta di difetti in alcuni dei 60 motori installati sugli aerei di proprietà della compagnia aerea. L'intenzione era che, dopo un'ispezione dettagliata, i motori sarebbero potuti tornare in servizio, consentendo ai velivoli di riprendere a volare. Dopo l'incidente, Antonov riportò temporaneamente in servizio commerciale il suo An-225 Mriya, integrando la propria flotta di An-124 che operava a piena capacità.